# Bedri Pejani
Bedri Abdi Pejani, właśc. Bedri Abdi Thaçi (ur. 10 października 1885 w Peciu, zm. 6 lipca 1946 w Prizrenie) – albański polityk i publicysta.

## Życiorys
Syn Abdiego Thaçi (Pejaniego), który był właścicielem ziemskim z okolic Niszu. Ukończył amerykańską szkołę Robert College w Stambule, studiował na Uniwersytecie Stambulskim. Naukę w zakresie nauk politycznych i prawa kontynuował w Niemczech. Po studiach pracował w Skopju, od 1908 został nauczycielem w szkole albańskiej w tym mieście. Był przedstawicielem społeczności albańskiej w Skopju na Kongres w Monastirze w kwietniu 1910 r. W roku 1911 przyłączył się do powstania antyosmańskiego w Kosowie, współpracując z Hasanem Prishtiną i Isą Boletinim. W sierpniu 1912 r. został wybrany przedstawicielem Gjakovy i Peje na obrady Zgromadzenia Narodowego we Vlorze. B jednym z autorów listu wysłanego 12 listopada 1912 z Durrësu do władcy Austro-Węgier Franciszka Józefa I z prośbą o wsparcie dla niepodległościowych działań Albańczyków. Był jednym z sygnatariuszy deklaracji niepodległości. W czerwcu 1914 r. uczestniczył w spotkaniu deputowanych Kosowa z Wilhelmem zu Wiedem.
Po zakończeniu I wojny światowej związał się z organizacją Inteligjenca e Kosoves, był także redaktorem naczelnym pisma Populli (Lud). Do parlamentu albańskiego dostał się jako przedstawiciel Partii Ludowej, jednej z dwóch głównych sił politycznych w tym okresie. Większość swojej aktywności parlamentarnej poświęcił obronie ludności albańskiej w Kosowie. W czerwcu 1924 r. wziął udział w zamachu stanu, opowiadając się po stronie Fana Noliego. Kiedy upadł rząd Noliego, Pejani wyjechał z kraju. Przebywał w Berlinie, Paryżu i Wiedniu. Był jednym z założycieli najbardziej wpływowej organizacji albańskiej emigracji Komitetu Narodowo-Rewolucyjnego KONARE. Współpracował także bezpośrednio z przedstawicielami Kominternu, w tym z Georgi Dimitrowem.
W 1930 powrócił do Albanii, skąd w 1937 wyjechał do Francji. Był autorem memorandum skierowanego do mocarstw w 1939 r., aby poparły one aspiracje Albańczyków i pomogli im uwolnić się od dominacji włoskiej. W okresie włoskiej okupacji Albanii wrócił do kraju i został internowany w obozie w Porto Romano. 13 września 1943 uwolniony z obozu został jednym ze współorganizatorów i przewodniczącym Komitetu Centralnego Drugiej Ligi Prizreńskiej. Od 1944 r. kierował strukturami Ligi w Peje. W marcu 1944 zaproponował Niemcom współpracę wojskową i powołanie pod broń 120–150 tys. Albańczyków, którzy mieli być uzbrojeni przez Niemców w nowoczesną broń. W 1944 był autorem koncepcji państwa islamskiego na Bałkanach obejmującego terytoria Bośni, Kosowa, Sandżaku i Albanii. Projekt ten jednak nie został zaakceptowany przez Niemców.
W 1945 został ujęty w Szkodrze przez partyzantów albańskich i osadzony w więzieniu w Tiranie. Przekazany władzom jugosłowiańskim. 21 lutego 1946 Sąd Okręgowy w Prizrenie skazał go na karę śmierci. Zmarł w szpitalu więziennym w Prizrenie.

## Pamięć
Jego imię nosi gimnazjum w Peje, a także ulice w Prisztinie, Prizrenie i w Vučitrnie. W czerwcu 2012 został uhonorowany pośmiertnie orderem Nderi i Kombit (Honor Narodu) przez prezydenta Albanii. W 1994 ukazała się w Prisztinie biografia Bedri Pejaniego, pióra Hakifa Bajramiego.